# جون تاكاتا
جُنْ تاكاتا (باليابانية: 高田 純) (6 ديسمبر 1977 في هيروشيما في اليابان – )؛ هو لاعب كرة قدم ياباني سابق كان يلعب كمهاجم.

## وصلات خارجية
- جون تاكاتا على موقع رابطة كرة القدم اليابانية للمحترفين (اليابانية)